# وليام روكفيلر
وليام روكفيلير كان (بالإنجليزية: William Rockefeller)‏ رجل أعمال واقتصاديا وأحد مؤسسي شركة ستاندرد أويل النفطية الأمريكية، مع أخيه جون. ولد وليام في مدينة ريشفورد في الجنوب الأوسط من ولاية نيويورك الأمريكية. بدأ العمل في مجال النفط مع شقيقه جون دافيسون روكفلر بمدينة أوهايو سنة 1867 م حيث استحوذا على مصفاة بترولية هناك ثم أسسا معا شركة ستاندرد أويل سنة 1870 م وفي سنة 1911م قررت المحكمة العليا الأمريكية تقسيم الشركة المذكورة لمنع احتكارها لمادة النفط الذي أصبح مهما جدا آنذاك. فانتقل وليام إلى مدينة نيويورك ليتولى إدارة فرع الشركة المذكورة هناك ثم استهوته صناعة الحديد وبرع في مجال التعدين،[بحاجة لمصدر] ودخل سوق تأسيس سكك القطارات الحديدية وأعمال البناء بالخرسانة الحديدية السائدة في مدينة نيويورك في تلك الفترة. وفي سنة 1894م أسس بشراكة هنري هوتلستون روجرس مصنع للنحاس، لتصبح لاحقا واحدة من أكبر شركات التعدين النحاسي في العالم. وعندما أضحى من الأغنياء اشترى أراضيا على نهر هدسون شرق ولاية نيويورك وقصرا في جزيرة جيكيل بولايةجورجيا سنة 1905م، والذي تحول إلى متحف للعامة لاحقا. توفى وليام سنة 1922م.